# Comuna Milie, Vijnița
Milie (în ucraineană Мілієве, transliterat: Milieve) este o comună în raionul Vijnița, regiunea Cernăuți, Ucraina, formată din satele Chibachi, Maidanul de Mijloc și Milie (reședința).

## Demografie
Componența lingvistică a comunei Milie
     Ucraineană (99,48%)
     Alte limbi (0,52%)
Conform recensământului din 2001, majoritatea populației comunei Milie era vorbitoare de ucraineană (99,48%), existând în minoritate și vorbitori de alte limbi.